# Flat World Knowledge

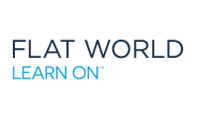
Logo de Flat World Learn On.￼Ayuda

Flat World Knowledge es una editorial de libros de texto de nivel universitario, fundado por Eric Frank y Jeff Shelstad con sede en Irvington, Nueva York, USA. Desde diciembre de 2010, la editorial cuenta con más de 74 libros de texto en desarrollo o ya publicados. Flat World Knowledge utiliza la adquisición tradicional de autores, la revisión de pares y procesos creativos, pero ofrece cada libro de texto que publica de forma gratuita con distribución en línea, bajo el paradigma de contenido abierto. También cuenta con suplementos de enseñanza para el educador y material compatible con las normas de la industria que también están disponibles sin costo alguno.
También se encuentran disponibles a un precio razonable algunos formatos adicionales que incluyen: impresiones, capítulos individuales, ePub, audio mp3, resúmenes del estudio en audio mp3, junto con algunas herramientas adicionales de estudio. Los estudiantes lo pueden adquirir a través de compra directa en librerías, o a través de selectos proveedores de Internet. La compañía produce los libros de texto de manera independiente a los dispositivos facilitando así el uso de formatos de publicación electrónica de las plataformas más importantes, incluyendo IPAD, Kindle, Nook, Entourage EDGE, Kno, y Sony Reader. Flat World Knowledge denomina a esto un modelo de negocio "gratuito on line y accesible off line". "Los educadores eligen el libro - los estudiantes eligen el formato y el precio," facilitando el acceso universal al material del curso.
Los libros de Flat World se pueden integrar directamente a un sistema de gestión de aprendizaje (LMS) como Blackboard, Ángel, Moodle, o Desire2Learn.
Flat World Knowledge se ha asociado con Bookshare para proporcionar a todos los estudiantes con discapacidades visuales, auditivas y/o físicas, acceso sin costo a los libros digitales que también incluyen un formato electrónico en Braille. Los miembros de Bookshare con las discapacidades calificantes, tendrán acceso inmediato al material didáctico e informativo, en lugar de tener que solicitarlos al publicista por correo o a través de algún otro intermediario.
Según Jim Fruchterman, presidente de Benetech, la organización sin fines de lucro que opera Bookshare, "Sin la cooperación de un editor como Flat World, los estudiantes suelen esperar semanas para obtener los libros de texto en formatos accesibles y, en algunos casos, se ven obligados a abandonar algunos cursos debido a la falta de accesibilidad a los libros. Flat World es el primer editor de libros de texto de educación superior en reconocer y abordar este problema proporcionando mejoras."
Flat World Knowledge publica sus libros bajo una licencia del tipo Creativa de Conocimiento Común e Intercambio No Comercial, convirtiendo a la compañía en el primer editor de libros de texto comerciales abiertos. Sus títulos incluyen numerosos libros de texto de nivel básico, tales como: Investigación de Negocios, Introducción a la Psicología, y Principios de Administración y Gestión. El modelo de negocios de la empresa ha atraído a autores que han publicado libros de texto exitosos con anterioridad, como Caltech, profesor de economía de R. Preston McAfee, Michael R. Salomón, autor de Marketing (comercialización), McGraw-Hill, del autor Jeff Tanner, Timothy Tregarthen economista. Robert E. Wright es otro de los autores más destacados de la compañía.
Un enfoque único para la presentación de material de aprendizaje está representado en la novela gráfica de Atlas Negro: Administrándose para ser Exitoso, el cual es ilustrado por Len Simon de la animación Fat Cat.
Flat World Knowledge aseguró $8 millones en inversiones hasta marzo de 2009 y desde entonces ha asegurado $ 3.5 millones adicionales en fondos privados. La compañía aparece en la casetilla gratuita de Chris Anderson:. El futuro de precios radicales y ha sido reconocida por bNet como un innovador de la industria por introducir un modelo disruptivo de negocio basado en la abundancia dentro de la industria de libros de texto universitarios. La compañía también fue identificada en el informe Horizonte 2010, de ¨The New Media Consortium's¨ como un colaborador de la rápida y progresiva adopción de contenido abierto en la educación superior.

## Enlaces Adicionales
- EN Flat World Knowledge Sitio oficial.
- EN Flat World Knowledge En Las Noticias.
- EN Un principio a fin la solución: Cómo son los libros de texto Abrir el camino hacia la asequibilidad de los libros de texto. Original informe de investigación de Nicole Allen, de los PIRG estudiante.
- EN Las conversaciones de Creative Commons con los PIRG estudiante Nicole Allen: Educación Abierta y Política. (2010.10.14)
- EN Chronicle of Higher Education entrada en el blog por un asesor de la empresa, David A. Wiley: Los libros de texto digitales Convocatoria de Modelos de Negocio Nuevo. (2009.07.08)
- EN First Monday vol. 15 no. 8: revisada por expertos en la presentación por John Levi Hilton III y David A. Wiley Derecho "Un futuro sostenible para libros de texto abierto? El Flat World Knowledge historia." (2010.08.02)
- EN Pressitt: Flat World Knowledge Presidente Eric Direcciones Frank Consejo ciudad de Nueva York sobre cómo hacer libros de texto universitarios más asequibles. (2010.12.02)

- Datos: Q1748479